# Petras Gražulis

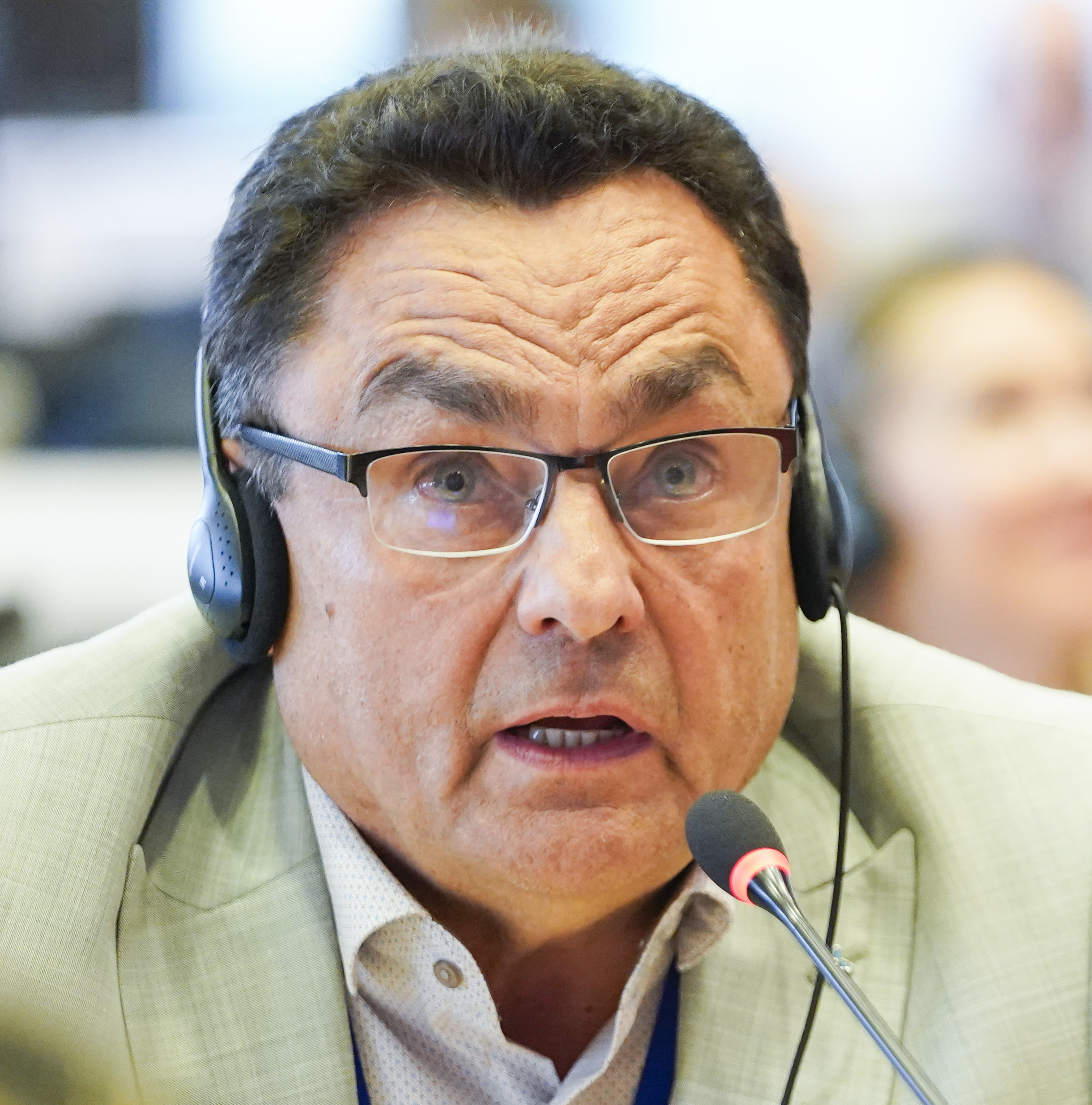
Petras Gražulis (2024)

Petras Gražulis (* 28. Oktober 1958 in Mankūnai, Rajongemeinde Alytus, Sowjetunion) ist ein litauischer konservativer Politiker, seit 2024 Mitglied des Europäischen Parlaments. Er war Mitglied des Seimas.

## Leben
Gražulis ist in einer Familie von 15 Kindern aufgewachsen. Nach dem Abitur  1975 an der Mittelschule Miroslavas bei Alytus und studierte am Politechnikos institutas in der zweitgrößten litauischen Stadt Kaunas. In der Jugend war er Dissident gegen die sowjetische Okkupation Litauens. Er verbreitete das illegale katholische Magazin „Lietuvos katalikų bažnyčios kronika“ in der Litauischen SSR. Gražulis lehnte den Dienst bei der Sowjetarmee ab und wurde deswegen 1988 festgenommen und im Gefängnis Lukiškės, in Pravieniškės und in der Mordwinischen ASSR inhaftiert.
Von 1990 bis 1995 war Petras GražulisMitglied im Rat der Stadtgemeinde Kaunas, von 2000 bis 2003 im Rat der Rajongemeinde Klaipėda. Von 1996 bis 2000 (bei LKDP), von 2000 bis 2004 (LKDP), seit 2004 ist er Mitglied im Seimas mit der TT-Partei.
Seit 2008 ist er Mitglied von Tvarka ir teisingumas.
2023 wurde er strafrechtlich verurteilt.

## Homophobie
Gražulis ist bekannt für seine Homophobie. 2010 initiierte er einen Homosexuelle diskriminierenden Gesetzesentwurf, der Geldstrafen für die „Förderung homosexueller Beziehungen“ vorsieht. Er ist einer der Organisatoren der litauischen Anti-Gay-Proteste und der Gegendemonstrationen der Baltic Pride Parade in Vilnius 2013 wurde er bei der Parade wegen deren Störung festgehalten. Nichtsdestoweniger tauchte während einer Fernsitzung des Komitees für Kultur im litauischen Seimas Anfang Dezember 2020 ein halbnackter schnurrbärtiger Mann im Hintergrund hinter seinem Rücken auf.